# Friedrich Lutz
Pour les articles homonymes, voir Lutz.
Friedrich Lutz (1901-1975) est un économiste allemand. Proche de l'école autrichienne d'économie, il s'est surtout intéressé à la théorie du capital et de l'investissement.

## Biographie
Fils de Friedrich Lutz, brasseur, et d'Amélie Metzger, Friedrich August Lutz voit le jour à Sarrebourg, en Lorraine, le 29 décembre 1901. Il fait toute sa scolarité à Sarrebourg, jusqu'en décembre 1918. Après l'entrée des troupes françaises à Sarrebourg, il passe son Abitur à Stuttgart, puis s'inscrit à l'Université de Heidelberg, en 1920, avant de poursuivre ses études à Berlin. En 1925, il s'inscrit à l'Université Eberhard Karl de Tübingen, où il soutient une thèse d'économie. 
En 1932, Friedrich Lutz est habilité pour les recherches, comme Privatdozent, à l'Université de Fribourg. Il devient Fellow à la Fondation Rockefeller en 1934 et étudie pour elle en Angleterre. Alors assistant de Walter Eucken, il épouse en avril 1937 l'économiste Vera Smith. Ils émigrent aux États-Unis et poursuivent leurs activités de recherche pour la Fondation Rockefeller durant un an et demi puis reviennent en Europe. Il se rapproche alors de l'école de Fribourg, qui posa les fondements de l'ordolibéralisme allemand. 
La Seconde Guerre mondiale les fait fuir à nouveau aux États-Unis, comme Ludwig von Mises, qu'il fréquenta aux États-Unis.
De 1939 à 1953 il enseigne à l'Université de Princeton. Puis il rejoint l'université de Fribourg-en-Brisgau où il finit sa carrière en 1973. Membre de la Société du Mont Pèlerin, il l'a présidée de 1964 à 1967.
Friedrich August Lutz décéda le 4 octobre 1975, à Zurich en Suisse.

## Travaux
Une grande partie de ses travaux a été effectuée en collaboration avec son épouse Vera, en particulier concernant la théorie de l'investissement des entreprises. Ils adoptent une vision autrichienne de l'investissement et privilégient la structure sectorielle de l'investissement sur son niveau global, mis en avant par les keynésiens.
Il développe également dans les années 1950 une argumentation contre les taux de change fixes alors prédominants avec le système de Bretton Woods et défend à l'inverse un système de taux de change flottant.